# 南湖 (加利福尼亞州克恩縣)
南湖（英語：South Lake）是位於美國加利福尼亞州克恩縣的一個非建制地區。該地的面積和人口皆未知。

## 地理
南湖的座標為35°39′19″N 119°22′23″W / 35.65528°N 119.37306°W，而該地的平均海拔高度為880米（即2887英尺）。